# Bitter Lake
Bitter Lake är en sjö i Kanada.   Den ligger i countyt Haliburton County och provinsen Ontario, i den sydöstra delen av landet, 230 km väster om huvudstaden Ottawa. Bitter Lake ligger 412 meter över havet. Arean är 0,43 kvadratkilometer. Den ligger vid sjöarna  Redstone Lake och Tedious Lake. Den sträcker sig 0,8 kilometer i nord-sydlig riktning, och 1,6 kilometer i öst-västlig riktning.
I omgivningarna runt Bitter Lake växer i huvudsak blandskog. Runt Bitter Lake är det mycket glesbefolkat, med 3 invånare per kvadratkilometer.